# پاولوف (ناحیه برتسلاف)
پاولوف (به چکی: Pavlov) یک منطقهٔ مسکونی در جمهوری چک است که در ناحیه برتسلاو واقع شده‌است. پاولوف ۱۳٫۰۳ کیلومتر مربع مساحت و ۵۵۳ نفر جمعیت دارد و ۲۴۵ متر بالاتر از سطح دریا واقع شده‌است.